# 사변적 실재론
사변적 실재론(思辨的實在論, Speculative realism)은 21세기 초 영국에서 현대 대륙철학의 영향을 받아 생겨난 철학적 운동으로, 형이상학적 실재론의 입장으로부터 이들이 상관주의(Correlationism)라고 이름하는 칸트 이후 철학의 주류 해석에 반대하는 사상으로 느슨하게 정의된다.

## 같이 보기
- 윌프리드 셀러스
- 신실재론
- 가속주의
- 객관성 (과학)
- 트랜스휴머니즘